# 元朝诗
元朝诗是与中国元朝（1271年—1368年）尤其相关的诗风和体裁的诗。虽然历代文学的诗歌形式仍在继续，但元朝尤其以包含具有中国戏曲特征的不同艺术形式的复杂组合的诗歌趋势发展而著称，即这些由演员所传达的韵文或特定语调的诗歌类型。虽然元朝的语言通常仍被认为是文言文，但一种反映语言变化的白话文趋势仍可在一些特定韵的诗歌形式中看到，如元词和元曲。元朝诗的某些方面可以在蒙古人灭金朝、宋朝及建立元朝的过程中发生的社会和政治变化中得到理解。

## 历史
元朝诗的历史既涉及古典诗词的传承，又涉及创新，一定程度上与语言学家和文化背景方面的其他变化相关。

### 背景

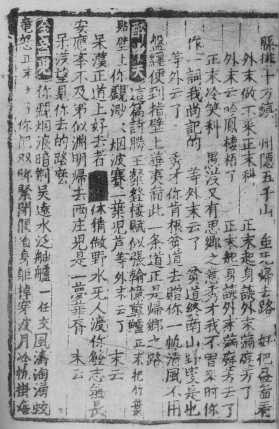
木刻版的杂剧《陈季卿误上竹叶舟》。

建立于960年的宋朝重新统一了从中原到长江地区传统意义上大部分的中国中心区域。它迎来了一个以诗歌著称的时代，尤其是词的固定节奏诗体，以及画，尤其是山水画，以及其他艺术的发展。但主要由于军事原因，1127年，宋朝被迫重新立国于江南，而女真族建立的金朝（1115年—1234年）控制了北方。然而，南宋经济稳健，人口增长，延续了中国的艺术成就。但蒙古帝国在一系列军事行动后由第五任大汗忽必烈建立了疆域包括金朝、南宋原领地的元朝。除去这个过程灾难性的本质，这也是包括诗的中国文化的延续；虽然由于记录缺失等，历史细节不详。但有一些改变已知，与部分缘起在中国重建封地系统的经济变化如税收结构相关；丝绸之路沿岸的贸易和交流的促进；在元大都建立的新朝廷。

### 被接受的传统
元朝诗人接受的一个重要的诗歌遗产就是元朝之前宋朝和北方金朝诗人的作品。如元好问（1190—1257年）是曾效力金朝政府的北方作家和诗人，但在金朝亡于蒙古前夕退隐。诗歌从宋朝延续到元朝的一个例子是赵孟頫（1254年—1322年），虽然是宋朝皇室成员，但作诗，且成为元朝翰林学士承旨。虽然旧诗体继续被使用如“诗”，但大多数创新发展涉及了固定韵律的中国诗歌形式。然而，与元朝建立有关的政治和社会混乱导致现存的资料在提供这方面的详细资料时有所缺失。然而，通过当代戏剧的知识和现存的相关文件，可以获得一些信息。

## 特征
元朝诗有许多不同的特有要素，这对于认识这一诗歌现象具有重要意义。这些要素包括：女真的影响；佛教、道教和儒家思想的影响；综合艺术过程，如绘画和书法；定调诗歌形式；元朝丧乱诗；元杂剧；此外，白话的增加使用。

### 女真族的影响
女真族是一种住在满洲地区（今中国东北）的通古斯人直至17世纪自称满族。当然，女真族音乐的节奏，至少通过元杂剧得到缓和，极大地影响了元朝诗的固定节奏类型。

### 佛教、道教和儒家
元朝中国的这三种最重大的宗教影响也以各种形式在元朝诗歌出现。

### 书画
当时，诗、画、书法之间的传统联系延续贯穿了元朝。这方面的一位艺术家范例就是高克恭（1248年—1310年），一位诗人，虽然他更多以其墨竹画作为人所知。

### 固定诗体
各种固定诗体的发展与元朝诗尤其相关。“词”“曲”“散曲”都是元代诗歌时期流行。它们是一种固定音调和长度的诗歌，通常有可变长度的句子，与现在通常已不复存在的音乐旋律相关。这些曲调中有许多是从北方或西方传入中国的。

#### 词
抒情词的起源是模糊的，但似乎从南朝梁的诗歌开始出现在文学中，到了唐朝才有所发展。宋朝以词文化而闻名。词是一种歌词，它从匿名的流行歌曲发展成为一种复杂的文学体裁，实际上遵循了《诗经》和《乐府》中涉及的传统。词形式包括为设定模式而写的歌词，通常有不规则长度的句子，而且，通常许多词会以流行音乐小节衍生的固定诗歌形式写成。许多词固定节奏模式起源于中亚。词使用一组诗意的源于一组特定的模式的节拍，具有固定的节奏、固定的音调和可变的行长形式类型或模型示例。词的节奏和音调模式是基于某些确定的音乐歌曲曲调。词在元朝有一定的影响，但曲更具特色。

#### 曲
元朝的曲可称为元曲，是中国古典诗歌的一种形式，由以各种歌曲的曲调为基础，以一定的定调模式写成的文字组成。因此，曲是根据传统音乐作品的特定和具体的、固定的韵律和音调模式设置的长短不一的歌词，这些歌词（或单个曲）的匹配变体通常以此命名。

#### 散曲
当曲源于中国戏曲如杂剧时，在这些情况下，这些曲可以被称为散曲。“散曲”中的“散”是指这种诗歌形式的曲词的分离状态：换句话说，歌词是独立存在的而不是作为戏曲表演的一部分。由于曲在南宋晚期开始流行，并在元朝诗歌中达到了特殊的流行高度，因此常被称为元曲，具体说明了元朝戏曲中典型的曲的类型。散曲和词都是为了适应不同的旋律而写的歌词，但散曲与词的不同之处在于它更口语化，并且允许包含襯字（“填充词”，使意思更完整的附加词）。散曲又可分为小令和散套，后者包含多首旋律。

### 丧乱诗
丧乱是古典诗歌的一种特殊形式。该种韵律与战争的死亡和损毁有关，尤其是关于元代初期建立及政权巩固的部分。事实上，根据研究当时元朝戏剧的学生J. I. 克朗普所述：
很多写在这一时期的诗歌被称为“丧乱”诗，或“死亡与毁灭的诗”；丧乱诗在许多方面在衡量蒙古人手中中国遭遇的情感重创时是一种比任何历史文献都准确得多的方式。
这方面专门的人才包括元好问。

### 元杂剧
幸存下来的元杂剧知识，可通过手写剧本等让人领悟。元杂剧是一种戏曲，或更尤其是中国戏曲，作为一种戏剧艺术形式，允许大量的诗歌材料以各种方式融入；虽然由于传统不再以它的历史形式存在，它的大部分知识都依赖于文学来源：然而，这种来源确实有利于保存合并在这些表演中的诗歌。

## 文化遗产
1368年，元朝被民变推翻，明朝建立。诗歌遗产进入了一个新的阶段明朝诗，延续到1644年明朝灭亡之后。